# Médaille commémorative du Maroc
Ne doit pas être confondu avec Médaille de la Paix du Maroc.
La médaille commémorative du Maroc est une décoration militaire et civile française. Elle récompensait les militaires, marins, indigènes, le personnel de la Marine, les fonctionnaires civils ainsi que le personnel des sociétés de secours aux blessés militaires ayant pris part aux opérations militaires de pacification, ou contribué à la défense des propriétés sur tout le territoire marocain.

## Historique et modalités d'attribution
La médaille commémorative du Maroc a été créée par la loi du 22 juillet 1909, en vue de récompenser les troupes qui, aux ordres du futur maréchal Hubert Lyautey, furent engagées dans les opérations de pacification effectuées de 1907 au 19 juillet 1912, veille de la promulgation par le Président de la République Française de la loi portant approbation du traité de Fès.
Elle fut remise à 63 200 titulaires.
Remarque : les opérations de pacification menées à partir du 20 juillet 1912 et jusqu'en 1938, ont été commémorées par la Médaille coloniale avec agrafe « Maroc ». Seule exception, des agrafes "Maroc 1925" puis "Maroc 1925-1926" ont été créées pour les opérations menées lors de la guerre du Rif. A noter aussi qu'il y a eu plusieurs autres agrafes Maroc avec différents millésimes allant jusqu'en 1929, toujours liés aux derniers soubresauts de la guerre du Rif, mais ils étaient non-officiels 
.

## Caractéristiques
Largeur de 36 mm.
- Ruban : vert avec trois raies verticales blanches, de 7 mm pour la centrale et de 2 mm pour les latérales.
- Agrafes : quatre agrafes en argent, de style oriental :
  - Casablanca décernée aux marins et soldats embarqués à destination de cette ville du 5 août 1907 au 15 juin 1909 ;
  - Oudjda décernée pour les opérations effectuées entre le 29 mars 1907 et le 1er janvier 1909 ;
  - Haut-Guir décernée pour les opérations effectuées entre le 6 mars et le 10 juin 1908 et celles menées du 15 août au 7 octobre 1908 ;
  - Maroc décernée pour diverses opérations effectuées entre le 23 février 1910 et le 19 juillet 1912.

Médaille : L'avers est analogue à la médaille commémorative de Syrie-Cilicie, œuvre du graveur Georges Lemaire. Au revers, sur le drapeau, sont rappelés les noms de Casablanca, Haut-Guir, Oudjda.